# Arkadiusz (biskup Bourges)
Arkadiusz (zm. przed 549) – biskup Bourges, święty Kościoła katolickiego, wnuk Sydoniusza Apolinarego i syn biskupa Clermont Apolinarego i Placydyny, teść biskupa Bordeaux Leoncjusza.

## Życiorys
Pochodził z senatorskiej rodziny galo-rzymskiej, której przedstawiciele (dziad — Sydoniusz Apolinary i ojciec — Apolinary) zostali wybrani na biskupów Clermont. Po śmierci ojca w 515 najpewniej pozostawał w opozycji wobec kolejnego biskupa Clermont, Kwincjanusa, pragnąc utrzymać wpływy w Kościele w tej diecezji. Około 524 Arkadiusz poparł roszczenia Childeberta I do Owernii w wyniku nieprawdziwych wiadomości o śmierci prawowitego władcy Teuderyka I, co spowodowało najazd tego ostatniego na te ziemie. Był to pierwszy znany przypadek wezwania przez arystokrację alternatywnego Merowinga. Według przekazu Grzegorza z Tours podczas interwencji Teuderyka I Arkadiusz uciekł do Bourges leżącego w domenie Childeberta I.
Jako biskup Bourges brał udział w 538 w III synodzie w Orleanie, wysłał również swojego przedstawiciela na IV synod w Orleanie w 541. Biskupem był przez około 15 lat. Na pewno sprawował ten urząd w latach 531–541. Zmarł przed 549, kiedy to na urzędzie biskupa Bourges poświadczony jest Dezyderiusz.
Nie jest znana jego małżonka, z którą miał jedyne dziecko, córkę Placydynę, żonę przyszłego biskupa Bordeaux Leoncjusza.

### Źródła
- Grzegorz z Tours, Historie. Historia Franków, przekł. K. Liman, T. Richter, wstęp, oprac., kom. D.A. Sikorski, Kraków 2002, ISBN 83-7354-037-7
- Sirmond J., Concilia antiqua Galliae..., t. I, 1629

### Opracowania
- Gauthier N., Le réseau de pouvoirs de l'évêque dans la Gaule du haut Moyen-Âge, [w:] Towns and Their Territories Between Late Antiquity and the Early Middle Ages, red. G.P. Brogiolo, N. Gauthier, N. Christie, Leiden–Boston–Köln 2000, ISBN 90-04-11869-1
- Omer E., The Lives of the Saints, New York 1994, ISBN 978-1-56619-516-4
- Ian N Wood, Królestwa Merowingów: Władza — społeczeństwo — kultura, Mateusz Wilk (tłum.), Warszawa: Wydawnictwo Naukowe PWN, 2009, ISBN 978-83-01-15981-8, OCLC 833523308. Brak numerów stron w książce